# Dmitri Alexandrowitsch Baschkirow
Dmitri Alexandrowitsch Baschkirow (russisch Дмитрий Александрович Башкиров, wiss. Transliteration Dmitrij Aleksandrovič Baškirov; * 1. November 1931 in Tiflis; † 7. März 2021 in Madrid) war ein russischer Pianist.

## Leben
Baschkirow studierte in Tiflis bei Anastassija Wirsaladse (Großmutter von Elisso Wirsaladse) und bei Alexander Goldenweiser am Moskauer Konservatorium. 1955 gewann er den ersten Preis beim Klavierwettbewerb Marguerite Long in Paris. Baschkirow konzertierte international mit bedeutenden Orchestern und arbeitete dabei mit Dirigenten wie Kurt Masur, Wolfgang Sawallisch, Zubin Mehta, Daniel Barenboim, Vladimir Ashkenazy und John Barbirolli zusammen.
Bereits 1957 widmete sich Baschkirow verstärkt der Lehre und wurde Professor am Moskauer Konservatorium. Ab 1980 verbot die sowjetische Regierung ihm Auslandsauftritte, was Michail Gorbatschow 1988 aufhob. 1991 wechselte er als Leiter der Abteilung Klavier an die neu gegründete Escuela Superior de Musica Reina Sofia in Madrid. Außerdem war er Professor an der  International Piano Academy Lake Como. und unterrichtete an der Internationalen Musikakademie Liechtenstein und gab darüber hinaus Meisterkurse. Zu seinen Schülern zählen unter anderem Dmitri Alexejew, Boris Bloch, Nikolai Demidenko, Kirill Gerstein, Jonathan Gilad, Stanislav Ioudenitch, David Kadouch, Eldar Nebolsin, Peter Rösel, Arcadi Volodos, Dang Thai Son sowie seine Tochter Jelena Baschkirowa.
Baschkirow war Mitglied des Kuratoriums des Internationalen Rotary-Musikwettbewerbs in Moskau sowie Mitglied zahlreicher Jurys, zum Beispiel beim Santander-Paloma-O’Shea-Klavierwettbewerbs in den Jahren 1995, 1998 und 2002.
Baschkirow hat für Melodija, EMI und Erato eingespielt.